# Liste der Olympiasieger im Radsport
Die Liste der Olympiasieger im Radsport bietet einen Überblick über sämtliche Medaillengewinner in den Radsport-Wettbewerben bei Olympischen Sommerspielen. Aufgrund der umfangreichen Datenmenge erfolgt eine Unterteilung in fünf Teillisten.
- Unter „Medaillengewinner Bahn“ sind sämtliche Medaillengewinner im Bahnradsport aufgeführt, unterteilt nach Geschlecht sowie aktuellen und nicht mehr ausgetragenen Disziplinen.
- Unter „Medaillengewinner Straße“ sind sämtliche Medaillengewinner im Straßenradsport aufgeführt, unterteilt nach Geschlecht sowie aktuellen und nicht mehr ausgetragenen Disziplinen.
- Unter „Medaillengewinner MTB/BMX“ sind sämtliche Medaillengewinner in den Sparten Mountainbike, BMX-Rennsport und BMX-Freestyle aufgeführt, ebenfalls nach Geschlecht unterteilt.
- Die Liste „Die erfolgreichsten Teilnehmer“ führt sämtliche Athleten auf, die mindestens zwei Goldmedaillen gewonnen haben (bei den Athletinnen die zehn erfolgreichsten).
- Die Liste „Nationenwertungen“ enthält die Medaillenspiegel, aufgeschlüsselt nach Gesamtzahl der gewonnenen Medaillen und nach Geschlecht.